# Saint-Julien (Côtes-d'Armor)
 Saint-Julien  (en bretón Sant-Juluan-Pentevr) es una población y comuna francesa, situada en la región de Bretaña, departamento de Côtes-d'Armor, en el distrito de Saint-Brieuc y cantón de Ploufragan.

## Demografía
| 599 | 738 | 893 | 1508 | 1747 | 1755 |
| Para los censos de 1962 a 1999 la población legal corresponde a la población sin duplicidades (Fuente: INSEE [Consultar]) |     |     |      |      |      |